# محبوب الحق
محبوب الحق (زاده ۲۴ فوریه ۱۹۳۴ - درگذشته ۱۶ ژوئیه ۱۹۹۸) اقتصاددان و سیاستمدار پاکستانی بود. از او به عنوان بنیانگذار گزارش توسعه انسانی سازمان ملل و نیز شاخص توسعه انسانی یاد می‌شود.

## تحصیلات
او در سال ۱۹۵۸ کارشناسی خود را از دانشگاه پنجاب در رشته اقتصاد گرفت و سپس به دانشگاه کمبریج رفت و دوباره همان رشته و همان مقطع را در آنجا گذراند. او در آنجا دوره کارشناسی‌اش را در کنار آمارتیا سن گذراند که موجب دوستی نزدیک و دیرپای این دو شد. محبوب الحق سپس به آمریکا رفت و دکترایش را از دانشگاه ییل دریافت کرد و بعد برای دوره پسادکترا به هاروارد کندی رفت.

## مشاغل دولتی
محبوب الحق پس از پایان تحصیلات به کشورش بازگشت و به محض بازگشت در کمیسیون برنامه‌ریزی در دهه ۱۹۶۰ مشغول به کار گردید و در حالی که هنوز ۳۰ سالش نشده بود اقتصاددان ارشد کمیسیون برنامه‌ریزی گردید. وی همچنین به دولت پاکستان مشاوره اقتصادی می‌داد. در این دوره محبوب الحق طرفدار سیاستهای اقتصاد سرمایه‌داری بود و اقتصاد پاکستان هم با تکیه بر این قبیل سیاستهای اقتصادی رشد بسیار خوبی را شاهد بود به نحوی که در جامعه بین‌المللی از این کشور به عنوان الگویی برای توسعه اقتصادی یاد می‌کردند. اما در همین حال محبوب الحق پس از انتخاب دولت سوسیالیستی به رهبری ذوالفقار علی بوتو نسبت به الیگارشی اقتصادی حاکم بر کشور و اینکه ۲۲ خانوار در کشور کنترل اقتصاد ملی و بخش خصوصی را در اختیار دارند و اینکه همگان از مزایای رشد اقتصادی برخوردار نمی‌شوند هشدار داد و در سال ۱۹۷۱ کشور را ترک و به ایالات متحده رفت.
هنگامی که او در انگلستان بود دو بار بی‌نظیر بوتو از او درخواست کرد که به کشور بازگردد و سمت وزارت دارایی را بپذیرد اما او قبول نکرد. در سال ۱۹۸۱ در پی درخواست ژنرال ضیاء الحق او به پاکستان بازگشت و عهده‌دار وزارت دارایی گردید. وی همچنین در ارتباط با وزارت دفاع مسئولیتهایی را قبول نمود. او اولین رئیس کمیته اجرایی کمیسیون تحقیقات فضایی پاکستان بود و به منیر احمدخان که از نظر فنی پدر بمب هسته‌ای پاکستان شناخته می‌شود یاری رساند.

## زندگی حرفه‌ای

### بانک جهانی
محبوب الحق از ابتدای دهه ۷۰ تا سال ۱۹۸۲ میلادی به عنوان مدیر سیاست‌گذاری بانک جهانی خدمت کرد و در این دوره توجه بانک جهانی را به برنامه‌های کاهش فقر معطوف نمود. فعالیتهای او، او را در زمینه رویکردهای نیازهای پایه و توسعه انسانی پیشگام نموده‌است. وی همچنین مشاور اقتصادی ارشد رابرت مک نامارا بود.

### وزارت دارایی پاکستان
محبوب الحق در فاصله سالهای ۱۹۸۲ تا ۱۹۸۸ به عنوان وزیر دارایی، برنامه‌ریزی و تجارت خدمت نمود. در این دوره او به اصلاح نظام مالیاتی و مقررات‌زدایی اقتصادی پرداخت. او همچنین تأکید بیشتری بر توسعه انسانی در سیاستهای اقتصادی و کاهش فقر گذاشت.

### مشاور برنامه عمران سازمان ملل
وی در فاصله سالهای ۱۹۸۹ تا ۱۹۹۵ به عنوان مشاور ویژه برنامه عمران سازمان ملل مفاهیم توسعه انسانی و گزارش توسعه انسانی را مطرح نمود و با گردآوری اقتصاددانانی نظیر پل استریتن، کیت گریفین و آمارتیا سن انتشار سالانه گزارشهای توسعه انسانی را بنیاد گذاشت.

## میراث
مهم‌ترین میراث حق کار او در زمینه توسعه انسانی است که در نهایت به عرضه گزارش توسعه انسانی و نیز شاخص توسعه انسانی گردید. در پی تهیه گزارشهای توسعه انسانی این ایده به وجود آمد که شاخص تازه‌ای تعریف شود که ابعاد بیشتری از رشد و توسعه اقتصادی را نشان دهد. تولید ناخالص ملی پیش از آن متداولترین شاخص بود اما به نظر حق این عدد نمی‌توانست تصویر درستی از رشد یک اقتصاد نشان دهد. از طرفی گزارش توسعه انسانی بسیار مفصل بود. این بود که شاخص جدیدی برای توسعه انسانی تعریف شد.

## درگذشت
محبوب الحق در ۱۶ ژوئیه ۱۹۹۸ در نیویورک در گذشت. در پی در گذشت او کوفی عنان دبیرکل وقت سازمان ملل مرگ نابهنگام او را ضایعه‌ای برای دنیا و جیمز ولفنسون رئیس بانک جهانی، او را کسی دانست که شاید بیش از هر کس دیگر در تلاش فکری برای کاهش فقر در جهان در دهه ۷۰ میلادی بر خط مشی بانک جهانی اثر گذاشت.

## آثار منتخب
The Strategy of Economic Planning (1963)
The Poverty Curtain: Choices for the Third World (1976)
The Myth of the Friendly Markets (1992)
Reflections on Human Development (1996) Oxford University Press. 1st edition (1996)
The UN And The Bretton Woods Institutions: New Challenges For The Twenty-First Century / Edited By Mahbub Ul Haq (1995)
The Vision and the Reality (1995)
The Third World and the international economic order (1976)
New Imperatives of Human Security (1995)
A New Framework for Development Cooperation (1995)
Humanizing Global Institutions (1998)